# ヨゼフィーネ・フォン・ヴルブナ＝カウニッツ＝リートベルク＝クヴェステンベルク・ウント・フロイデンタール
ヨゼフィーネ・グレーフィン（伯爵夫人）・フォン・ヴルブナ＝カウニッツ＝リートベルク＝クヴェステンベルク・ウント・フロイデンタール（Josefine Gräfin von Wrbna-Kaunitz-Rietberg-Questenberg und Freudenthal、1896年3月19日 - 1973年12月13日）は、ドイツの投資家・アセットマネージャー。姓はヴルブナ＝カウニッツ（Wrbna-Kaunitz）の短縮形で呼ばれる。
第二次世界大戦直後の混乱を利用した複数の巨額不法取引が露見し、メディアに「流通停止マルクの伯爵夫人（Sperrmark-Gräfin）」の異名で取り沙汰された。

## 生涯
暖炉工房の親方の娘ヨゼフィーネ・ケルンバーガー（Josephine Kellnberger）として生まれ、放射線科医ヨーゼフ・ケッセネッター（Josef Kassenetter）と最初の結婚をしてヨゼフィーネ・ケッセネッター（Josephine Kassenetter）と名乗る。
1920年代以降、旧バイエルン王家の諸分家中、アーダルベルト王子を当主とするアーダルベルト分家（Albertinischen Linie）のアセットマネージャーとなる。1930年代のナチ党の権力掌握後、新体制に抵抗したバイエルン王家の代理人の1人として逮捕・拘留されたが、ハンガーストライキを敢行して釈放された。これ以降ますます王家からの信頼が厚くなり、バイエルン王家の多くの成員に資産運用を任されるようになる。1943年に最初の夫と死別すると、翌1944年9月にボヘミア貴族のアルフォンス・フォン・ヴルブナ＝カウニッツ＝リートベルク＝クヴェステンベルク・ウント・フロイデンタール伯爵（1896年 - 1973年）と再婚する。新しい夫はアーダルベルト王子の叔母エルヴィラ王女の息子であり、ヨゼフィーネは再婚によりアーダルベルト分家の姻族に名を連ねることになった。
第二次大戦後も、ヨゼフィーネは様々な形で痛手をこうむったバイエルン王家の人々の資産を再建するために奔走し続けた。彼女が資産再建のためにもっぱら行ったのがバイエルン王家の広大な土地の開発事業で、開発資金はスイスに残存していた戦前の流通停止マルクを移入してこれに充てた.。この行為はドイツ政府の外国為替規制に違反していた。ロイヒテンベルク宮殿が売りに出されたとき、ヨゼフィーネはこの宮殿を全額現金で買い上げたため、宮殿に建物が隣接し当初宮殿の中央翼を購入しようとしていたバイエルン州税務署が不審に思い、1952年12月ヨゼフィーネに対する調査を開始した。宮殿は、ヨゼフィーネに長年資産運用を任せて利益を得てきた銀行家のアウグスト・レンツが、見せかけ上の債権回収（継承贈与）の形で入手した 。
ヨゼフィーネは当初外為法違反及び脱税の容疑で告訴された。これまでの顧客は皆こぞって彼女を見捨て契約を打ち切った。捜査の過程で文書偽造容疑も加わった。1956年判決が出され、伯爵夫人は外為法違反及び文書偽造で有罪となり禁固2年を言い渡された。裁判所は、ヨゼフィーネがミュンヘン郡貯蓄銀行を経由して1790万マルクもの流通停止マルクを持ち込んで運用し、520万ドイツマルクの不正利益を得たと断定した。
ヨゼフィーネは1958年、刑期が開始される直前にスイスのザンクト・ガレンに逃亡し、その地で汚名を雪ぐための法廷闘争を始めた。法廷闘争の対象には、彼女の犯罪行為で自分たちの威信が傷つけられたと憤っていたバイエルン王家の王子たちも含まれた。ヨゼフィーネの回顧録による独白と暴露により多くの争点が生まれ、法廷闘争は長年にわたった。1960年、ミュンヘン財政裁判所は彼女が得たとされる不正利益の返納分として、わずか60.6ドイツマルクを払う命令を下すにとどめた。ヨゼフィーネが1963年ミュンヘンに戻ったとき、裁判所は彼女の高齢を理由に禁固刑の免除を言い渡した。1965年、彼女は回顧録『Das große Spiel. Das Leuchtenbergpalais und der Bayerische Staat』（『壮大なゲーム：ロイヒテンベルク家の宮殿とバイエルン自由国』）を出版、ベストセラー本となった。
長く患った後、破損したランプが原因の失火のため居住していたアパートで焼死した。夫の伯爵も翌日その火災での煙の吸引が原因で死亡している。

## 引用・脚注
1. ↑  “Josefine Reichsgräfin Wrbna-Kaunitz - Munzinger Biographie”. www.munzinger.de. 2021年6月8日閲覧。
2. ↑  SPIEGEL, DER. “Die Heinzel-Männer” (ドイツ語). www.spiegel.de. 2021年6月8日閲覧。
3. ↑  “Fini, die Sperrmark-Gräfin”. www.zeit.de. 2021年6月8日閲覧。
4. ↑  “Fini, die Sperrmark-Gräfin”. www.zeit.de. 2021年6月8日閲覧。
5. ↑  SPIEGEL, DER. “Spielbanken zu verkaufen” (ドイツ語). www.spiegel.de. 2021年6月8日閲覧。
6. ↑  SPIEGEL, DER. “60 Mark Steuerschuld” (ドイツ語). www.spiegel.de. 2021年6月8日閲覧。
7. ↑  Köhler-Lutterbeck, Ursula; Siedentopf, Monika (2000) (German). Lexikon der 1000 Frauen. ISBN 978-3-8012-0276-7. OCLC 237379050
8. ↑  SPIEGEL, DER. “Josephine Reichsgräfin v. Wrbna-Kaunitz, Alfons Maria Reichsgraf v. Wrbna-Kaunitz” (ドイツ語). www.spiegel.de. 2021年6月8日閲覧。
9. ↑  SPIEGEL, DER. “Josephine von Wrbna-Kaunitz” (ドイツ語). www.spiegel.de. 2021年6月8日閲覧。
10. ↑  SPIEGEL, DER. “Josephine Reichsgräfin Wrbna-Kaunitz” (ドイツ語). www.spiegel.de. 2021年6月8日閲覧。
11. ↑   (ドイツ語) Das grosse Spiel: das Leuchtenbergpalais u. d. Bayerische Staat ; rouge et noir ; wer ist wer? ; d. verhinderte Fortsetzung in d. "Neuen Illustrierten" unter d. Titel "Eine Abrechnung: Die Wittelsbacher und ich, Josephine Reichsgräfin von Wrbna-Kaunitz ehemalige Vertraute bayerischer Prinzen u. Prinzessinnen". Risse-Verlag. (1965)
12. ↑  Gestorben: Josephine Reichsgräfin von Wrbna-Kaunitz-Rietberg-Questenberg und Freudenthal. In: Der Spiegel. Nr. 52, 1973, S. 100 (24. Dezember 1973).